# シクヴァル
VA-111 シクヴァル（ロシア語:Шквалシュクヴァール；英語:shkvalもしくはsquall、sjkval）は、ソビエト連邦により開発されたスーパーキャビテーションを利用した兵器である。
速度200ノット（370km/h）を超えることが可能であり、ロケットエンジンで推進力を得るため、「魚雷」と言うよりは「水中を推進するロケット」に近い。
「シクヴァル」とは「驟雨」「突風」の意を持つ。なお、日本語での表記は一定しておらず、シクヴァールやシュクヴァル、シュクヴァール、シェクヴァル、シャクヴァル等とも記述される。ロシア語の発音に最も近いと思われる表記はシュクヴァールである。

## 設計と構造
設計は1960年代後半に開始された。この時にはNII-24調査研究所に対し、原子力潜水艦の戦闘に寄与する新兵器とシステムを作り出すよう指示が与えられていた。1969年、ウクライナのキエフに流体力学応用調査研究所（NII PGM）を設立するため、GSKB-47（国立特殊設計局47）はNII-24と合併した。創立者はMerkulovである。この合併によってシクヴァルの開発が行われることとなった。
配備が公表されたのは1990年代初期であるが、運用は1977年と早期である。シクヴァルは探知されていない敵潜水艦から発射された魚雷に対する兵器として設計されている。この魚雷はまた、敵潜水艦から射出された魚雷が接近する際の対抗として用いられる可能性があり、そうした際には敵潜水艦に回避を強要し、また有線誘導中の魚雷のワイヤーを切らせることを期待できる。その後、この高速を活かし核弾頭を搭載してアメリカ海軍を一挙に壊滅させる、という利用法が生み出されたと考えられている。
VA-111の雷速はNATOが配備する標準的な現用魚雷兵装より遥かに優速である。この速度は魚雷がスーパーキャビテーションと呼ばれる薄い気泡の中を通る事で、摩擦を低減して達成される。魚雷が移動するとき周囲に大量の小さなガス排気による泡を作り出せば、抗力を大幅に減らし、非常に高い速度を発揮することが可能となる。本魚雷のガス泡沫の層は、水を外方向へ逸らして作られるが、これは特別に形成されたノーズコーンと、エンジンからのガスの展開による。水が魚雷の表面へと入り込まず、接触しない状態が保持されることで、摩擦抵抗は大幅に減らされ、非常な高速度が可能となった。この高速性や推進にロケットモーターを使用する点から、シクヴァルは「水中ミサイル」とも表現される。
533mm魚雷発射管から射出されるVA-111は、発射管から出る際に50ノット（92.6km/h）の初速を持つ。直後に固体燃料ロケットに点火し、最高200ノット（370.4km/h）の速度へと推進する。いくつかの報告書では250ノット（463km/h）以上の速度が達成される可能性があり、また300ノット（560km/h）の派生型の研究が進行中だったことが示されている。このロケットエンジンは高濃度過酸化水素とケロシンの組合せを採用した。推進剤タンクには約1.5tの過酸化水素と500kgのケロシンが搭載された。
初期の設計では単に慣性誘導システムのみに頼った可能性がある。当初の設計では核弾頭の運用を目的とした。情報によれば後期の設計は、終末誘導装置および重量210kgの通常弾頭から構成されると報告された。
本魚雷の方向制御には、スーパーキャビテーションを覆う水の内側の面を掬う4枚のフィンを用いる。方向変更には、旋回させたい方向側の内部のフィン1舵、または複数の舵面を展開し、反対側のフィンは格納される。より速い旋回のためには、（画像を参照）熱走する魚雷の泡沫形状を制御するため、ノーズ部分のプッシュプレートを用いることができる。
本魚雷はPMK-2機雷型の深深度機雷として作動するよう考慮された。中央部に誘導装置を装備し、6発の魚雷を垂直収容するドラムにおいても運用が可能である。

## 生産、開発計画
この魚雷はキルギスタンの国営工場で生産された。近年、ロシアは工場の75％の所有権を要求した。これはロシアに対するキルギスタンの巨額の負債を帳消しにすることと引き替えであった。
現代では他の国々でもスーパーキャビテーション魚雷の開発が行われている。アメリカ海軍とドイツ海軍の両者はそのような計画を持っており、後者は2004年にバラクーダと命名されたプロトタイプを製作した。中国海軍もロシアからVA-111システムのサンプルを40発購入したと言われているが、これについてはまだ公式には確認されていない。また、イランも2006年4月にフートと呼ばれる類似の兵器の実験に成功したと発表した。
2013年6月17日、タス通信は改良型の開発に着手したことを報じた。

## 後継
後継としてエレクトプリボル設計局がキシュニクと呼ばれる高速魚雷を開発していることをSvobodnaya Pressaが報じている。

## 諸元
少なくとも3種の派生型が存在する。
- VA-111 シクヴァル - 原型。GOLIS自律型慣性誘導。
- シクヴァル2" - 派生型。推力偏向システムの採用の可能性を追求し、追加の誘導システムを持つと考えられ、またより長射程となっている可能性がある。
- 性能を落とした派生型。これは第三世界各国の海軍に輸出されている。輸出型は"シクヴァル-E"として識別される。
- イランはフートと呼ばれる派生型を生産したと主張した。

現状、全ての派生型は従来型の高性能爆薬弾頭のみを装着していると考えられている。しかしながら原設計では核弾頭（150 キロトン）の装着も採用された。
- 全長: 8.2 m (26 ft 11 in)
- 直径: 533 mm (21 in)
- 重量: 2,700 kg (6,000 lb)
- 弾頭重量: 210 kg (460 lb)
- 速度
  - 射出初速度: 50ノット (93 km/h; 58 mph)
  - 最大速度: 200ノット (370 km/h; 230 mph) 以上
- 射程: およそ 11–15 km (6.8–9.3 mi) (新型). 旧型ではわずか7 km (4.3 mi) だった。[15]

## 諜報活動
2000年、以前アメリカ海軍情報将校であったエドモンド・ポープ大佐（退役）はロシア内で拘束された。彼の、シクヴァル兵装システムについて機密を得るという諜報活動に関連し、裁判で審理されて有罪判決が下されている。情報ではロシア連邦大統領のウラジーミル・プーチンは2000年12月、ポープが骨ガンに罹患していることを理由とし、人道的見地から彼を釈放したとしている。

## ギャラリー

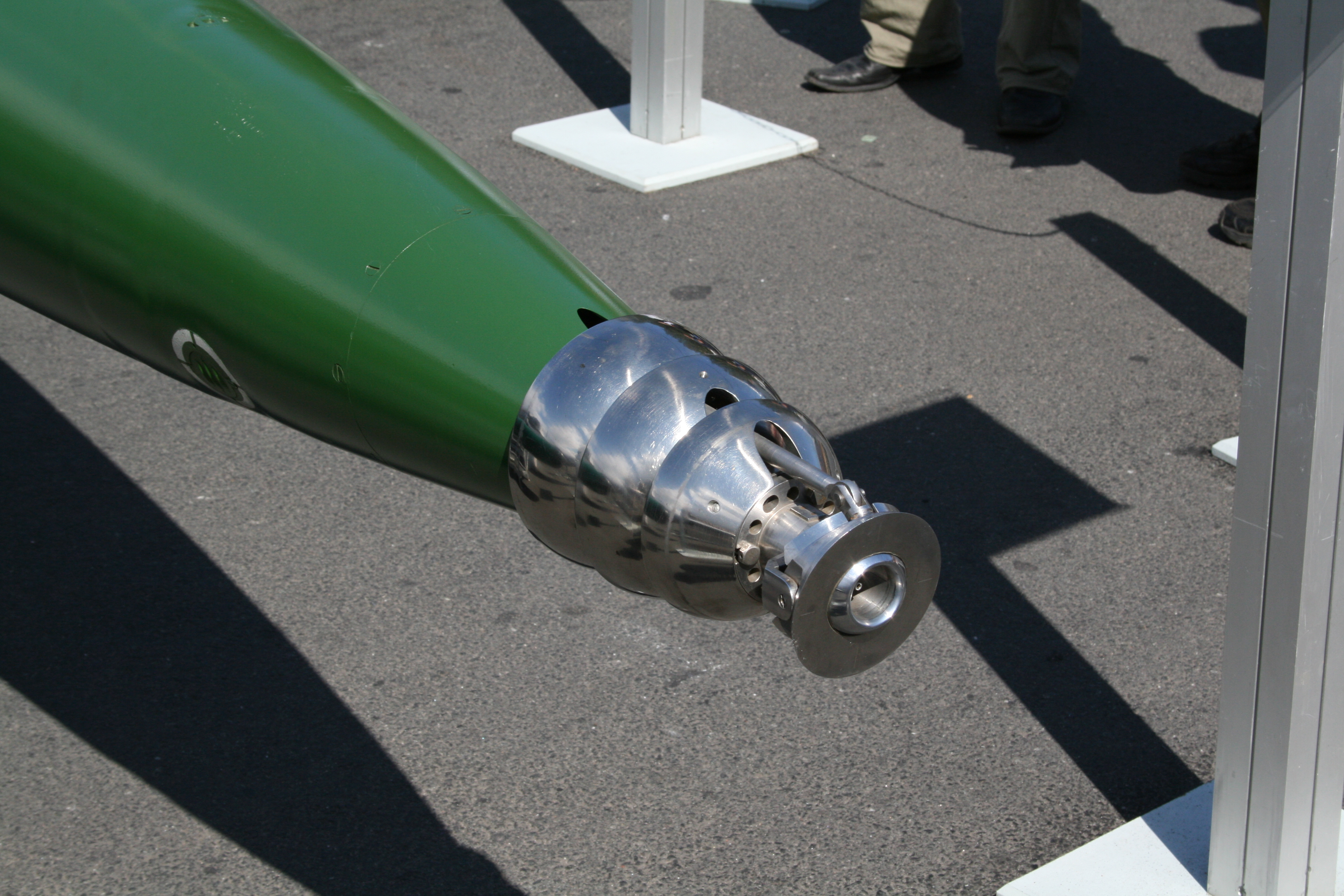
シクヴァルのノーズコーン。先端から泡が出る。
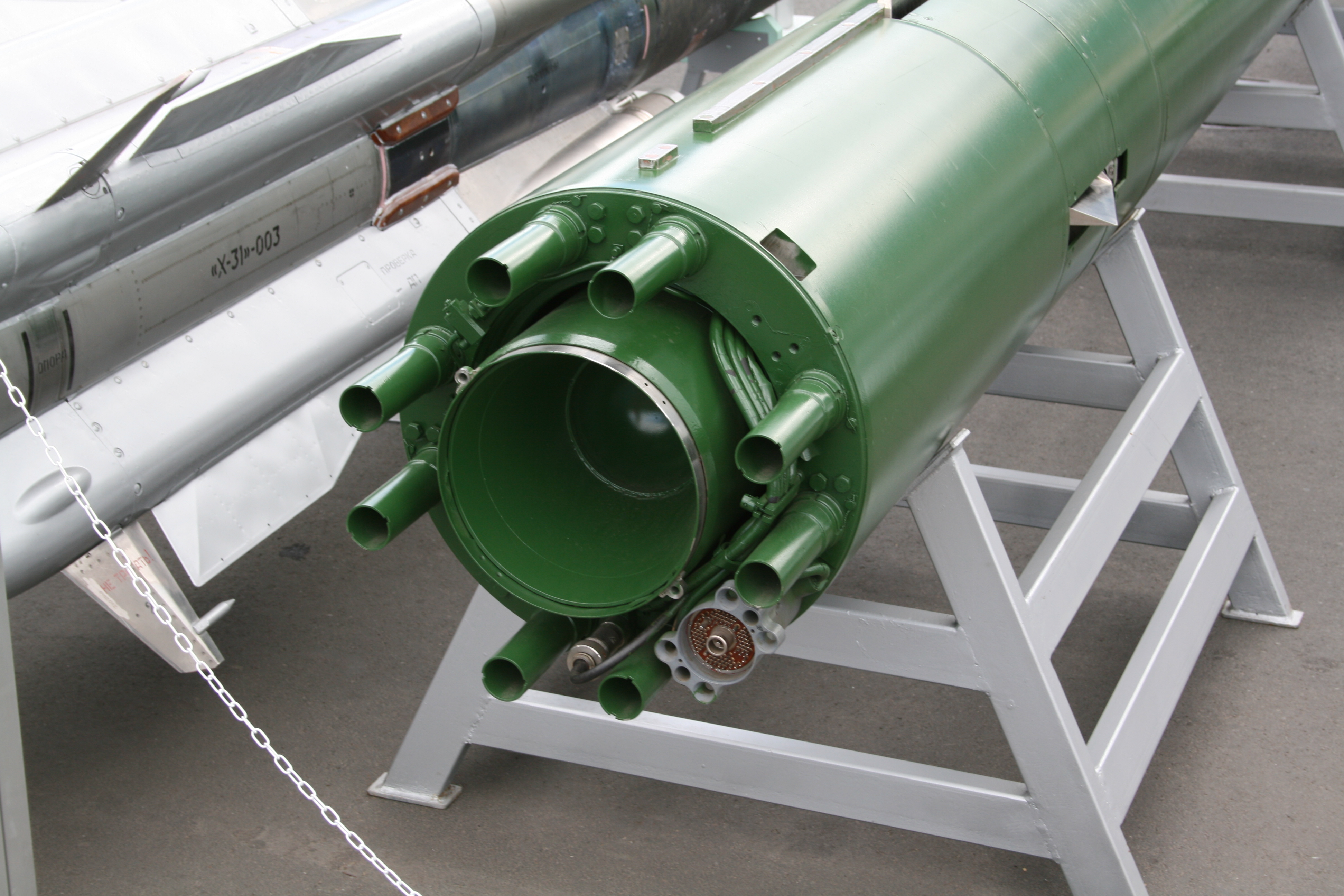
後部より。誘導フィンおよび電子装置のコネクターが示されている。
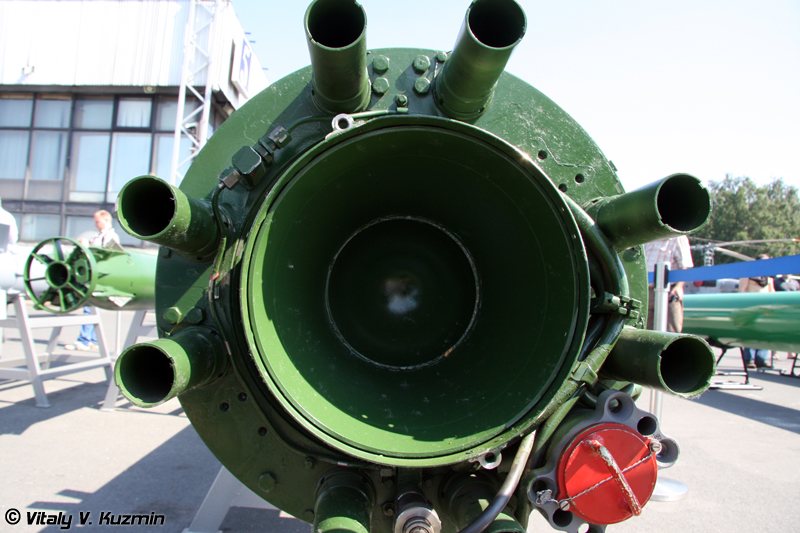
ノズル部。